# Anzat-le-Luguet
Anzat-le-Luguet é uma comuna francesa na região administrativa de Auvérnia-Ródano-Alpes, no departamento Puy-de-Dôme. Estende-se por uma área de 73,75 km². Em 2010 a comuna tinha 178 habitantes (densidade: 2,4 hab./km²).